# 嘉山村
嘉山村（かやまむら）は、かつて新潟県北蒲原郡にあった村。1901年11月1日の合併によって消滅し、現在は新潟市北区の東栄町・前新田（前新田沖を含む)・新鼻（新鼻甲・新鼻乙を含む）・内沼（内沼沖を含む）・大月の全域および嘉山の大部分・朝日町の一部となっている。
以下の記述は合併直前当時の旧嘉山村に関しての記述であり、現在では名称等が異なる場合がある。なお、ここに記述されていない内容に関しては新潟市などの記事を参照。

## 沿革
- 1889年（明治22年）4月1日 - 町村制施行に伴い北蒲原郡嘉山村、前新田、新鼻村、新鼻新田、内沼村、大月村、高田村新田地先が合併し、嘉山村が発足。村役場は大字嘉山に設置[2][3]。
- 1901年（明治34年）11月1日 - 村域を二分割し、次のように隣接自治体と合併して消滅。
  - 大字嘉山・新鼻・新鼻新田・前新田 → 北蒲原郡葛塚村、太田古屋村と合併し葛塚町を設置
  - 大字内沼・大月 → 北蒲原郡長場村、亀浦村と合併し長浦村を設置

## 地域
嘉山村は、合併した村名を継承する以下の大字で構成される。
嘉山（かやま）
1889年（明治22年）まであった嘉山村の区域。現在の新潟市北区嘉山・東栄町・朝日町の一部。
前新田（まえしんでん）

1889年（明治22年）まであった前新田の区域。現在の新潟市北区前新田および東栄町・嘉山の一部。
新鼻（しんばな）
1889年（明治22年）まであった新鼻村の区域。現在の新潟市北区新鼻。
新鼻新田（しんばなしんでん）
1889年（明治22年）まであった新鼻新田の区域。現在の新潟市北区新鼻甲。
内沼（うちぬま）
1889年（明治22年）まであった内沼村の区域。現在の新潟市北区内沼。
大月（おおづき）

1889年（明治22年）まであった大月村の区域。現在の新潟市北区大月。

## 行政

### 歴代村長
- 北澤義方（1889年ごろ - ）[3]
- 市島益三（ - 1895年ごろ）[9][10]
- 佐藤修太郎（1896年ごろ - 1897年ごろ）[11][12]
- 市島次太郎（1899年ごろ - 1900年ごろ）[13]
- 市島益三（1900年ごろ - 1901年ごろ）[14][15]
- 市島次太郎（1901年ごろ - 1901年10月31日）[16]